# Statuten van de leprozerie van Gent
De statuten van de leprozerie van Gent is de oudste, in het origineel overgeleverde niet-literaire tekst in het Middelnederlands. Het handschrift dateert van 1236. Het is een vertaling van een inhoudelijk identieke tekst in het Latijn die vrijwel gelijktijdig is opgesteld. Het originele Latijnse handschrift is verloren gegaan. Van de Nederlandse tekst bestaat ook nog een handschrift uit het midden van de veertiende eeuw. 

## Achtergrond
Een leprozerie is een inrichting voor lepralijders waar zij geïsoleerd werden gehouden van de rest van de bevolking, om te voorkomen dat zij anderen zouden besmetten met lepra. In de middeleeuwen en vooral na de kruistochten werden er overal in West-Europa veel van deze inrichtingen gebouwd, die meestal buiten de stadsmuren kwamen te staan. In 1146 werd in Gent de leprozerie bekend als het Rijke Gasthuis gesticht. Ze bevond zich op de  hoek gevormd door Hoogstraat en Holstraat, op een terrein ten zuiden van het Oud Begijnhof, ten westen van het kerngebied van de stad maar toch al binnen de jurisdictie van de schepenen van Gent. Het was het gebied waar in het midden 19de eeuw het Dominicanenklooster zou worden gevestigd. Het gebouw heeft nu de naam van Het Pand en is sinds 1963  bezit van de Universiteit Gent. In het gebouw zijn een cultureel centrum en enkele wetenschappelijke musea ondergebracht. 

## De statuten
Walter van Marvis, de bisschop van Doornik, gaf in 1236 de broeders en zusters die in Gent belast waren met de verzorging en verpleging van de melaatsen een regel die zij moesten volgen. Zij kwamen hiermee ook onder kerkelijke bescherming. Het gebied van Gent was in die periode onderdeel van het bisdom Doornik. Het betrof vooral naleving van geloften van kuisheid, gehoorzaamheid en het dragen van ordekleding.
De schepenen van Gent schreven hierna de statuten van het huis. Het handelt om 23 artikelen waarin werd vastgelegd wat de beoogde gang van zaken in het tehuis zou zijn, welke sancties van toepassing zouden zijn bij overtredingen en wie er als verpleger of zieke in het tehuis al of niet kon worden toegelaten. De reden waarom de statuten vanuit het Latijn in het Nederlands vertaald werden blijkt uit een bepaling in de tekst zelf. Iedere keer dat een zieke of een broeder of zuster intrad in het tehuis diende hem of haar de tekst in het Nederlands voorgelezen worden. In de week voor Kerstmis, Pasen en Pinksteren diende de tekst voor de gehele gemeenschap in het tehuis te worden voorgelezen.  

## Onderzoek
De statuten werd in 1949 door Maurits Gysseling ontdekt op de zolder van het bisschoppelijk Paleis van Gent. Het origineel wordt bewaard in het Rijksarchief te Gent, fonds Rijke Gasthuis, nr B 4593. De Latijnse en Nederlandse tekst werd in 1963 gepubliceerd in 'Studia Germanica Gandensia'. De Nederlandse tekst werd tevens opgenomen in het 'Corpus Gysseling'. 
Gysseling beschouwde het als onwaarschijnlijk dat er al vóór het tweede kwart van de dertiende eeuw een traditie bestond van het schrijven van niet-literaire teksten in het Nederlands. Met de 'Statuten van de Leprozerie van Gent' begint de Nederlandse schrijftraditie als middel voor maatschappelijke communicatie. 